# Taliándörögdi Űrtávközlési Földi Állomás
A Taliándörögdi Űrtávközlési Földi Állomás műholdak segítségével nagy távolságú rádiós összeköttetések megvalósítását tette lehetővé. Eredetileg a szovjet Orbita rendszer részeként épült, később a telefonhálózat számára is biztosított nemzetközi összeköttetést. Egy ideig a magyarországi internetforgalom egy részét is ez a létesítmény biztosította.
Az állomás fénykorában 26 országgal volt kapcsolatban, és ahogy vezetőjének egyik visszaemlékezésében olvasható: működésének 28 éve alatt majdnem minden jelentős politikai és sportesemény részese volt. A 90-es évektől vásárolt berendezések több mint kilencven százaléka ma is "hadra fogható" lenne – valamint az eredeti antenna is –, akár a régi, akár az új tulajdonos úgy dönt, hogy újraindítja a szolgáltatást, minimális beruházással minden berendezést aktiválhatnának.
Az épület zárt, nem látogatható, a műemléki védettség ugyanakkor a tulajdonost arra kötelezi, hogy minden változtatáshoz a Kulturális Örökségvédelmi Hivatal hozzájárulását kérje – valószínűtlen tehát, hogy az eredeti funkciójától eltérő célra hasznosítsák. Annál is kevésbé, mert nem csak az épület és a régi műszaki berendezések védettek, de az egész belső tér: kitűnő állapotban fennmaradtak a 70-es évek belsőépítészetét idéző bútorok, de még a lámpák, díszkárpitok is.

## Története
1967-ben Magyarország csatlakozott a szovjet blokk országait összefogó Interkozmosz programhoz, amelyből négy év múlva vált külön az űrtávközlési kereskedelmi ágazat. Az Interszputnyik elnevezésű Nemzetközi Űrtávközlési Rendszer és Szervezet létrehozására vonatkozó megállapodást 1971-ben kilenc szocialista ország – köztük hazánk – írta alá. 1973-ban a Szovjetunió és Magyarország kormányközi egyezményt kötött egy hazai Interszputnyik rendszerű földi állomás létesítésére, melyben a szovjet fél vállalta, hogy 1973 és 1977 között műszaki segítséget nyújt az objektum létrehozásában.
Első lépésként a Posta Kísérleti Intézet munkatársai végeztek zavarszint-méréseket az ország azon részein, ahol egyáltalán lehetőség adódott az állomás telepítésére. A rádiófrekvenciás zavarok elkerülése érdekében eleve csak völgykatlanok jöhettek szóba, de még ezek közül is a leginkább zavarmentes helyet kellett megtalálni.
Ennek a felmérésnek tulajdonképpeni mellékterméke volt az első magyarországi digitális térkép (a DTM: Digitális Terep Modell), mellyel a lehetséges helyszínek jellemzőit tudták felmérni, és kiszűrni a megfelelő paraméterek alapján az állomás későbbi helyét.
Így esett a választás a Kapolcsi völgyben található Dörögdi medencére. Az állomást a kormányközi egyezmény keretében a Szovjet Posta Tervező Intézet és a budapesti Posta Tervező Intézet tervezte meg közösen. A tervek egy négyszintes, kör alaprajzú épületet tartalmaztak, melyhez Kovács Sándor építész tervezte meg az ezt félkaréjszerűen körbevevő földszintes kiszolgáló épületet.
Az űrtávközlésben, illetve távérzékelésben kiemelkedő magyar kutatók: Baranyi András, Battisztig György, Czugány Sebestyén, Esztó Péter, Kántor Csaba, Marczy Aladár, Pap László, Pribelszky György, Szokolay Mihály.
Az állomás megépítése 1975-ben kezdődött meg és 1977 végére készült el.
Az elkészült űrtávközlési állomást 1978. január 20-án avatták fel és Balaton néven regisztrálták. Az első időkben a televíziós közvetítésekben játszott fontos szerepet, majd később telefonbeszélgetések továbbítására is használták. A Magyar Postától a jogutód MATÁV vette át a tulajdonjogot, majd 1992-93 között ide települt az Intelsat földi állomás is, ennek keretében két 18 méter átmérőjű parabolaantennát telepítettek az épület mellé. Az egyik antenna az atlanti-óceáni régió, a másik az indiai-óceáni régió műholdjeleinek vételére volt képes.
1992-1993 között két új földi állomást, azaz két 18 méter átmérőjű parabolaantennát építtetett az akkori tulajdonos, a Matáv, amivel jelentősen növelni tudta Taliándörögd kapacitását, 120 egyidejű telefonkapcsolat lebonyolítását tette lehetővé.
A kilencvenes évek közepétől pedig a nemzetközi internetes adatforgalom egy része is Taliándörögdön keresztül áramlott.
A földi űrtávközlési állomás 2005-ig látta el feladatát, ekkor tulajdonosa, a Magyar Telekom úgy döntött, bezárja az állomást a csökkenő forgalom miatt. Még ugyanebben az évben az épületet műemléknek nyilvánították.

## Részei, felépítése
A négyszintes épület
- 1. szintjén szociális helyiségek és irodák kaptak helyet, a többi szintet azonban teljes mértékben a földi űrtávközlési állomás funkciója határozta meg.
- A 2. szint, mintegy bejárható álpadló arra szolgált, hogy megkönnyítse a 3. szint átlátható szerelését, karbantartását.
- A 3. szinten helyezkedtek el a műszaki berendezések, az antenna mozgatását végző berendezések, valamint a tényleges adó-vevők.
- A legfelső, 4. szint szerepe különleges, ennek ugyanis az antenna mozgásából származó rezgéseket is csillapítania kell, és itt található a tetőn elhelyezett, 12 méter átmérőjű, 60 tonnás Cassegrain parabolaantenna alsó része is.

A harmadik szinten elhelyezett berendezéseknek valóban szükségük volt erre a speciális tervezésű épületre, mert az antenna jeleinek feldolgozására különleges előírásokat kellett betartani. A vevő előfokozatát például folyékony nitrogénnel hűtötték, hogy a vevő zajhőmérséklete ne legyen több mint 70 K. A kiszajú erősítőknek a 250 MHz sávszélesség mellett a frekvenciakarakterisztika ingadozására is maximum 1 dB volt előírva.
A Cassegrain antennának is különleges feltételeknek kellett megfelelnie. A 0° és 90° közötti függőleges szögben és a 0° és 270° közötti vízszintes szögben forgatható antennát kézi, programozott vagy automatikus üzemmódban is kellett tudni mozgatni. Erre azért volt szükség, mert a szovjet Orbita rendszer még az elnyújtott ellipszispályán keringő Molnyija műholdakat használta, melyek nem geostacionárius pályán keringtek. Emellett az antennának 25 m/s-os szélsebesség mellett is működőképesnek kellett lennie, de ki kellett bírnia az 53 m/s-os szélnyomást is.

## A létesítmény biztonsága
1990 előtt 14 gépfegyver tárolását kellett megoldaniuk – ez volt az őrszemélyzet fegyvertára. Az állomás fennállása alatt semmilyen esemény nem zavarta meg a munkás hétköznapokat. A korabeli éberségre jellemző még, hogy az akkor még zsákfalunak számító Taliándörögdre betévedő külföldi autók rendszámát is feljegyezték, és lenyomozták a kocsikat és tulajdonosait.
Ma már gyakorlatilag csak egy őr vigyázza az épületet.

## Érdekesség
Korabeli legenda szerint a taliándörögdi állomás szolgálta ki a Kádár János és Fidel Castro közötti forródrótot is. Természetesen ez nem igaz, de mint minden legendának, ennek is van némi alapja. Az úgynevezett forródrótok – jellemzően két államférfi vagy intézmény egymás közvetlen elérését biztosító távközlési kapcsolatok – többszörös biztosítással épültek ki. Ezek közt volt legalább két műholdas kapcsolat (feltéve, ha a két politikus olyan távolságra volt egymástól, hogy az égi kapcsolatot indokolttá tette), rövidhullám, és persze a klasszikus tenger alatti kábel is.
Nincs kizárva, hogy a hazai űrtávközlő központon keresztül is folyt beszélgetés Kádár János és Fidel Castro között – bár a kubai távközlési infrastruktúra akkori állapota alapján ez kétséges –, de hogy kizárólagossága nem volt a kapcsolatteremtésben az állomásnak, az biztos.